# Firma digitale remota
La firma digitale remota è una tipologia di firma digitale, accessibile via rete (Intranet e/o Internet), nel quale la chiave privata del firmatario viene conservata assieme al certificato di firma, all'interno di un server remoto sicuro (basato su un HSM - Hardware Security Module) da parte di un certificatore accreditato.
Il firmatario viene identificato dal servizio e autorizza l'apposizione della firma tramite un meccanismo di sicurezza fra i quali:
- PIN Firma di tipo statico;
- Token OTP;
- Riconoscimento grafometrico della firma autografa;
- Telefono cellulare (come OTP) seguito da PIN firma.